# Who's the Boss
Who's The Boss es una película de comedia romántica nigeriana de 2020 producida, escrita y dirigida por Chinaza Onuzo (Naz Onuzo) en su debut como director. Está protagonizada por Sharon Ooja, Funke Akindele y Blossom Chukwujekwu. Se estrenó el 16 de febrero de 2020 en Lagos y en cines el 28 de febrero, obteniendo críticas positivas y convirtiéndose en un éxito de taquilla.

## Sinopsis
Liah (Sharon Ooja), una joven ejecutiva de una agencia de publicidad, se ve obligada a inventarse un jefe para evitar que su empleador se entere de que su empresa y su agencia ganan un trato importante. Las cosas empeoran a medida que ella obtiene mayor éxito, mientras intenta evitar que su jefe descubra su mentira.

## Elenco
- Sharon Ooja como Liah[9]
- Funke Akindele como Hauwa
- Blossom Chukwujekwu como Lekan
- Ini Dima-Okojie como Jumoke
- Beverly Osu
- Bolly Lomo
- Tayo Faniran

## Producción
El cofundador de Inkblot Productions Chinaza Onuzo, quien es conocido por sus créditos como guionista de películas notables como The Wedding Party 2, New Money y The Set Up, debutó como director a través de esta película y lo anunció en su cuenta de Instagram. Esta película fue la duodécima producida bajo el sello de producción Inkblot Productions. El adelanto oficial se dio a conocer el 10 de enero de 2020.